# Большое Вороново (Новгородская область)
Большое Вороново — деревня в Старорусском районе Новгородской области в составе Наговского сельского поселения.

## География
Находится в южной части Новгородской области на расстоянии приблизительно 9 км на северо-запад по прямой от железнодорожного вокзала города Старая Русса.

## История
На карте 1840 года уже была обозначена как поселение с 52 дворами. В 1908 году здесь (Старорусский уезд Новгородской губернии) было учтено 68 дворов.

## Население
Численность населения: 450 человек (1908 год), 179 (русские 96 %) в 2002 году, 209 в 2010.